# Cryptopygus pentatomus
Cryptopygus pentatomus är en urinsektsart som först beskrevs av Börner 1906.  Cryptopygus pentatomus ingår i släktet Cryptopygus och familjen Isotomidae. Inga underarter finns listade i Catalogue of Life.